# 苏珊·博伊克
苏珊·博伊克（德語：Susann Beucke，1991年6月11日—），德国女子帆船运动员。她曾代表德国参加2020年夏季奥林匹克运动会帆船比赛，搭档蒂娜·卢茨获得女子49人FX型银牌。